# Takafumi Akahoshi
Takafumi Akahoshi (赤星 貴文, Akahoshi Takafumi) est un footballeur japonais né le 27 mai 1986.